# Puntigrus
Puntigrus — рід дрібних прісноводних риб родини коропових (Cyprinidae). Включає добре відомий від акваріумних риб суматранський барбус (Puntigrus tetrazona) та його найближчих родичів. Ці риби поширені в Південно-Східній Азії. Раніше зараховувалися до родів Barbus та Puntius.
Рід включає такі види:
- Puntigrus anchisporus  (Vaillant, 1902)
- Puntigrus navjotsodhii  (Tan, 2012)
- Puntigrus partipentazona  (Fowler, 1934)
- Puntigrus pulcher  (Rendahl, 1922)
- Puntigrus tetrazona  (Bleeker, 1855)